# Катё-но-мия Хиротада
Принц Хиротада из линии Катё (яп. 華頂宮博忠王 Катё-но-мия Хиротада:,  26 января 1902, Токио — 24 марта 1924, Сасебо) — 3-й глава дома Катё-но-мия (1904—1924), представитель одной из младших ветвей японской императорской фамилии.

## Биография
Родился в Токио. Второй сын принца Фусими Хироясу (1875—1946). Его матерью была Цунэко Токугава (1882—1939), девятая дочь Токугава Ёсинобу — последнего сёгуна из династии Токугава. В 1904 году после отставки своего отца двухлетний Хиротада стал четвёртым главой дома Катё-но-мия.
Принц Катё Хиротада учился в элитной школе Гакусюин. В 1918 году он окончил 49-й класс Военной академии Императорского флота Японии, став 1-м из 176 курсантов. Принц Куни Асаакира (1901—1959) был одним из его одноклассников. Принц Хиротада служил мичманом на крейсере «Якумо». В январе 1922 года он заседал в Палате пэров Японии, в мае того же года он вернулся на службу в императорский флот в качестве второго лейтенанта. Он был назначен на линкор Муцу. В 1923 году он поступил в военно-морскую артиллерийскую и торпедную школу. Затем принц служил на крейсере «Исудзу». В 1924 году он был произведён в лейтенанты и награждён высшим Орденом Хризантемы. Во время службы на «Исудзу» принц заболел и был госпитализирован в военно-морской госпиталь в Сасебо, где и скончался в возрасте 22 лет.
В 1924 году после смерти бездетного Катё Хиротады дома Катё-но-мия прервался. Однако, чтобы сохранить имя Катё-но-мия, третий сын принца Фусими Хироясу согласился на снижение имперского статуса и стал именоваться маркизом Катё Хиронобу (1905—1970).